# Werner Huber (Fußballspieler, 1949)
Werner Huber (* 22. November 1949) ist ein ehemaliger deutscher Fußballspieler.

## Sportlicher Werdegang
Huber begann mit dem Fußballspielen beim VfL Heidenheim, ehe er sich dem SSV Ulm 1846 anschloss. Später wechselte er zum VfR Oli Bürstadt in die zweitklassige Regionalliga. Nachdem der Klub 1974 die Qualifikation zur 2. Bundesliga verpasst hatte, wechselte er zum Zweitligisten SC Preußen Münster. Hier bestritt er in den folgenden beiden Spielzeiten insgesamt 31 Ligaspiele. 1976 kehrte er nach Süddeutschland zurück und spielte fortan für den FV Biberach, mit dem er sich 1978 für die Oberliga Baden-Württemberg qualifizierte und dort noch bis 1980 auflief.